# Châtelet metróállomás
A Châtelet egy metróállomás Franciaországban, Párizsban a párizsi metró 1-es, 4-es, 7-es, 11-es és 14-es vonalak találkozásánál. Tulajdonosa és üzemeltetője a RATP.

## Nevezetességek a közelben
A metróállomás közelében található a Conciergerie épületegyüttese, a Szajna felett átívelő pont au Change híd, a Szent Jakab torony, a Saint-Merri templom, a Palmier-szökőkút (fontaine du Palmier), a Châtelet Párizs egyik közismert operaháza is.

## Metróvonalak
Az állomást az alábbi metróvonalak érintik:
- 1-es metróvonal
- 4-es metróvonal
- 7-es metróvonal
- 11-es metróvonal
- 14-es metróvonal

## Kapcsolódó állomások
A metróállomáshoz az alábbi állomások vannak a legközelebb:
- Louvre – Rivoli (La Défense, 1-es metróvonal)
- Hôtel de Ville (Château de Vincennes, 1-es metróvonal)
- Les Halles (Porte de Clignancourt, 4-es metróvonal)
- Cité (Bagneux–Lucie Aubrac metróállomás, 4-es metróvonal)
- Pont Marie (Villejuif – Louis Aragon, Mairie d’Ivry, 7-es metróvonal)
- Pont Neuf (La Courneuve – 8 Mai 1945, 7-es metróvonal)
- Hôtel de Ville (Rosny-Bois-Perrier, 11-es metróvonal)
- Pyramides (Saint-Denis Pleyel, 14-es metróvonal)
- Gare de Lyon (Aéroport d'Orly, 14-es metróvonal)